# Sambatt Mean Chey
Sambatt Mean Chey es una comuna (khum) del distrito de Romeas Haek, en la provincia de Svay Rieng, Camboya. En marzo de 2008 tenía una población estimada de 6377 habitantes.
Se encuentra ubicada al sur del país, en la llanura camboyana que se adentra al delta del Mekong en Vietnam.